# Шатра
Шатра (баш. Шатра) — деревня в Миякинском районе Республики Башкортостан Российской Федерации. Входит в состав Сатыевского сельсовета.

## География

### Географическое положение
Расстояние до:
- районного центра (Киргиз-Мияки): 14 км,
- центра сельсовета (Сатыево): 7 км,
- ближайшей ж/д станции (Аксёново): 63 км.

## Население
| 2002 | 2009 | 2010 |
| ---- | ---- | ---- |
| 21   | ↘13  | ↘9   |

Национальный состав
Согласно переписи 2002 года, преобладающая национальность — русские (67 %).